# Nixie
Il tubo nixie (ˈnɪk.siː) è una tipologia di valvola termoionica al cui interno sono disposti una serie di elettrodi luminosi sagomati con le forme di simboli alfanumerici, sovrapposti uno sull'altro e leggermente distanziati tra di loro.

## Caratteristiche

Le dieci cifre decimali visualizzate in un tubo nixie ZM1082.

Il tubo è provvisto di una serie di pin o reofori, ciascuno collegato al relativo elettrodo; un pin comune è collegato ad una griglia posta a semicerchio intorno agli elettrodi. All'interno della valvola è contenuta una miscela di gas. L'accensione delle cifre avviene fornendo una tensione continua di circa 170/300 volt tra la griglia comune costituente l'anodo e l'elettrodo che si desidera far illuminare, costituente il catodo.
La scarica di gas forma un alone di plasma intorno all'elettrodo, permettendone l'illuminazione.
Successivamente all'accensione, quando la corrente inizia a fluire nel resistore posta fra anodo e alimentazione, per la legge di ohm la tensione fra anodo e massa diminuisce ad un valore di regime pari a 130/180 volt.
Il colore dell'alone luminoso, solitamente di tonalità arancione, dipende dalle percentuali delle miscele di gas contenute.
Per aumentare il contrasto e nascondere alla vista la struttura interna, alcune tipologie presentano esternamente una smaltatura trasparente rossa.
Tubi specifici dispongono di ulteriori elettrodi sagomati a forma di simboli aggiuntivi (come +, -, %, etc.)

## Storia

I simboli visualizzati da un nixie sovietico IN-15B: W, F, Hz, H, V, S, A, Ώ.

Nixie è un marchio registrato della Burroughs Corporation, che ha introdotto questo dispositivo sul mercato nel 1954; altri costruttori hanno prodotto questo dispositivo in forme e dimensioni diverse.
È stato impiegato fino ai primi anni settanta in vari tipi di dispositivi dotati di indicatori numerici, come radiosveglie, orologi, strumenti di misura elettronici, macchine a controllo numerico.
È andato rapidamente in disuso all'avvento dei display a stato solido, molto più compatti, robusti ed economici, come i teleindicatori a palette, i display VFD o i display a sette segmenti nati negli anni ottanta.
Da un articolo apparso nel giugno 1973 sulla rivista Scientific American, si presume che il nome nixie derivi dall'abbreviazione di Numeric Indicator eXperimental No 1.

## Rinascita

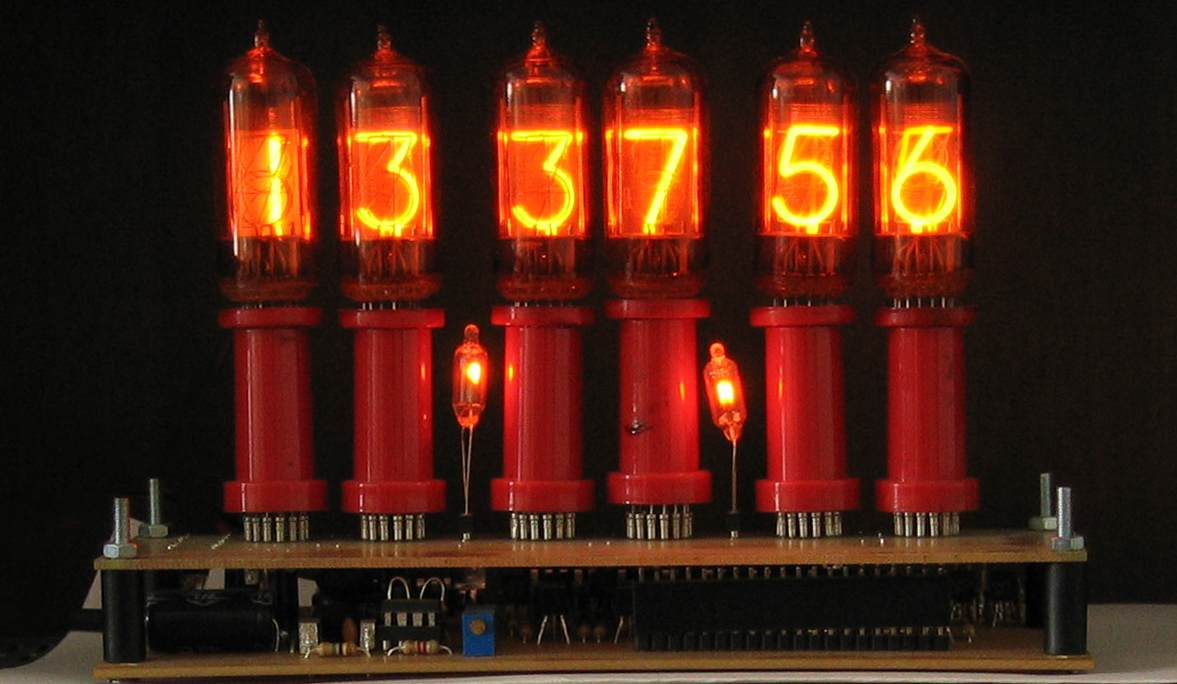
Un orologio con sei tubi ZM1210 prodotti dalla Telefunken.

Ultimamente i display nixie, nonostante il loro costo elevato, stanno diventando di interesse per una minoranza di hobbisti e appassionati di elettronica, dato il fascino che emana il tipo di visualizzazione.
Molti tubi non venduti che sono rimasti in magazzini per decenni sono stati ritrovati e venduti, soprattutto online. Una delle applicazioni più comuni è la realizzazione di orologi digitali fatti in casa, per ironia della sorte, dal momento che durante il loro periodo di massimo successo i tubi nixie erano generalmente considerati troppo costosi per l'uso in beni di consumo di massa come gli orologi. Questa recente crescita di domanda ha causato un drastico aumento dei prezzi, specialmente per i tubi più grandi.
Ci sono anche stati alcuni tentativi di produrre di nuovo tubi nixie e quello più riuscito è di Dalibor Farny, un programmatore e ingegnere elettronico della Repubblica Ceca. La sua attività è iniziata nel febbraio del 2012 e alla fine del 2014 Dalibor ha creato il suo primo tubo nixie pronto per la commercializzazione, l'R|Z568M (dove "R" sta per "resurrection"), che vende nel suo sito web per 145 dollari.
Oltre ai tubi, un elemento importante sono i circuiti ad alta tensione necessari per pilotarli. La serie originale 7400 di circuiti integrati, come il decoder BCD 74141, è ormai fuori produzione da molto tempo ed è più rara degli stessi tubi. Sono ancora in produzione solo gli equivalenti sovietici, come il K155ID1 (in russo К155ИД1?).

## Durata nel tempo e difetti
La durata di un nixie dell'ultima generazione può arrivare a 200.000 ore, mentre era di circa 5000 ore nei primi modelli immessi sul mercato. Si tratta di un componente relativamente fragile, in quanto suscettibile di rotture del vetro e degli elettrodi interni dovuta a vibrazioni e con possibile infiltrazione di aria esterna che rende la valvola inutilizzabile . Di seguito i problemi più comuni:
- rottura meccanica semplice,
- perdita della tenuta ermetica che consente all'atmosfera di entrare,
- avvelenamento del catodo che rende illeggibile una parte del carattere che rappresenta, traducendosi in una illuminazione non uniforme (differenze di conduzione della superficie del catodo),
- maggiore tensione di funzionamento che causa sfarfallio o il mancato innesco,
- opacizzazione della parete interna che blocca la vista dei catodi,
- elettrodi staccati o corto circuiti che possono essere causati da sbattimento o vibrazioni.

I catodi rispetto all'osservatore non sono messi in sequenza numerica, ma in modo da non oscurarsi reciprocamente, o quantomeno posizionati in modo da ridurre tale fenomeno.